# José Marchena Colombo
José Marchena Colombo (Huelva, 13 de septiembre de 1862-Huelva 28 de mayo de 1948) fue un político y catedrático de Latín español.

## Biografía
Catedrático de Latín en el Instituto de Educación Secundaria "La Rábida" de Huelva, aunque también impartió otras materias como geografía, historia, ética, y psicología. Compaginó su trabajo como profesor con el ejercicio de la abogacía.
Participó activamente en la política onubense a través de su militancia en diversos partidos: Partido Liberal, Partido Reformista, y Partido Republicano Liberal Demócrata.